# Échelle de Bortle
Pour les articles homonymes, voir Bortle.

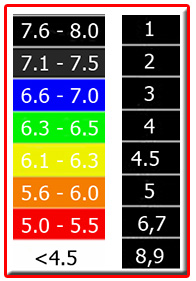
Exemple de représentation de l'échelle de Bortle. Le noir correspond à un ciel pur (voie lactée bien visible). Le blanc correspond à un ciel urbain opaque aux étoiles et généralement orangé à blanchâtre selon la hauteur de la couche nuageuse (quand elle est présente), où l'on ne voit presque plus les étoiles.
Les numéros correspondent à ceux qui figurent (plus bas ci-dessous) dans la légende détaillée de cette échelle de qualité.

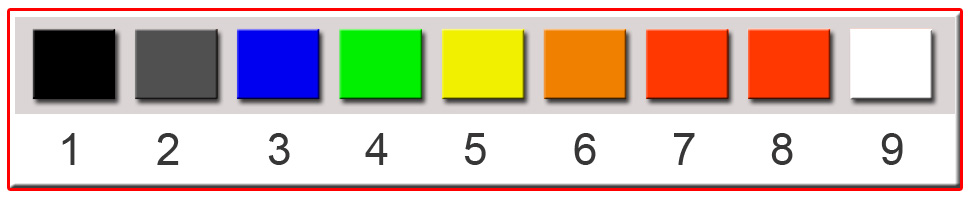
Autre exemple de présentation de l'échelle de Bortle, plus adaptée à une région urbaine, industrielle, portuaire ou à forte albédo (sol neigeux ou clair) très éclairée la nuit (les deux rouges (7 et 8) pouvant aussi être différenciés).

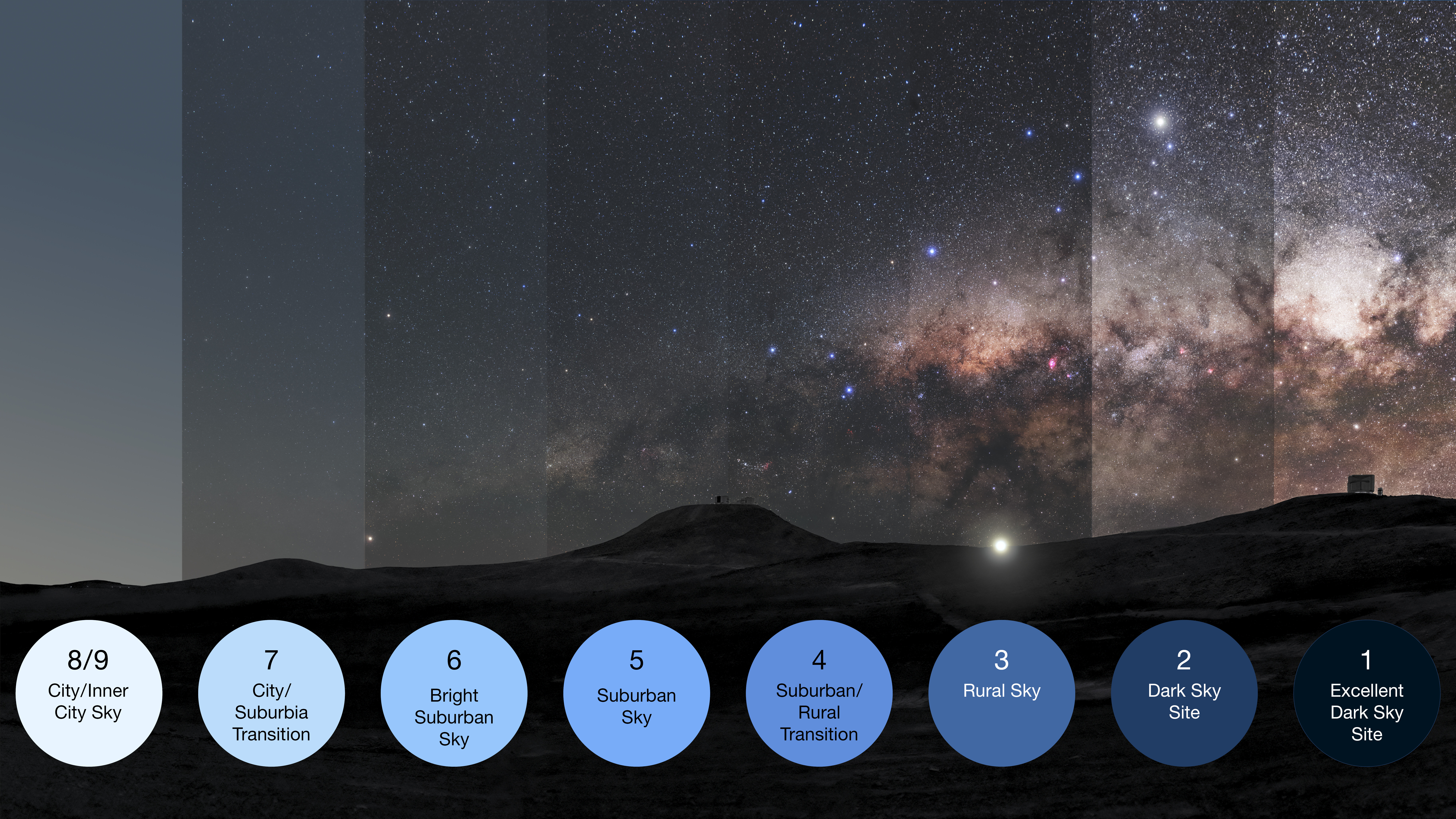
Représentation de l'échelle de Bortle, basée sur une photographie originale prise par l'observatoire de Paranal au Chili.

L’échelle de Bortle est une échelle numérique à neuf niveaux qui mesure le niveau de luminosité du ciel nocturne dans un endroit déterminé. Elle quantifie le niveau d'observabilité astronomique des objets célestes et la gêne causée par la pollution lumineuse.
Créée par John E. Bortle et publiée dans l'édition de février 2001 du magazine Sky & Telescope, c'est avant tout une description de la « noirceur » et un indice de pureté du ciel de l'atmosphère. Il s'agit d'un des indices de qualité de l'environnement, qui intéresse tant les astronomes que les écologues et parties prenantes de la protection, gestion ou restauration de la biodiversité.

## Histoire et contexte
Dans la seconde moitié du XXe siècle, avec la croissance rapide de la pollution lumineuse, et des nuisances associées, de nombreux groupes d'astronomes, amateurs et professionnels, confrontés à la difficulté croissante de trouver des ciels sans halos lumineux artificiels, c'est-à-dire non perturbés pour l'observation astronomiques, ont cherché des moyens de produire une cartographie de la qualité du ciel nocturne. 
Les méthodes testées par des astronomes professionnels ou associés à des astronomes amateurs (via par exemple l'association nord-américaine Dark Sky, combinaient ou non des comptages d'étoiles (avec le problème que la voûte céleste change selon la zone d'observation), les photographies et des indices visuels (couleur et aspect du ciel) ou photométriques.
Dès la fin des années 1980, quelques études d'impact (par exemple celle d'un projet de mine de charbon susceptible d'affecter la qualité de l'environnement nocturne du parc national de Bryce Canyon ont cherché à évaluer l'impact de projets en termes de pollution lumineuse et de nuisance lumineuse (gênes liées à la perception de la lumière nocturne par l'œil humain), dont pour les visiteurs des parcs nationaux, qui viennent y chercher un environnement de haute naturalité (« expérience de la nature sauvage », « wilderness experience ») est souvent citée comme facteur de valeur des « cœurs » de parcs nationaux,. 
Dans certains cas, avec une approche de type sciences citoyennes ou de travail collaboratif, des programmes d'évaluation ont associé des professionnels et des amateurs, dont par exemple au Japon où les astronomes amateurs ont pu travailler avec l'observatoire astronomique national et l'Agence environnementale japonaise, pour produire au début des années 1990 une carte de la qualité du ciel nocturne (sky brightness) pour l'ensemble du pays. Au milieu des années 1990, aux États-Unis, avec le soutien du National Park Service (NPS), le parc Pipe Cactus National Monument s'est doté d'un photomètre mesurant la luminance des étoiles, pour une estimation plus précise de la qualité de son ciel. Des mesures répétées du halo émis par les villes périphériques, permettent à certains parcs d'évaluer l'amélioration ou la dégradation de la pollution lumineuse dans leurs régions, avec publication dans des catalogues ou évaluations régionales, par exemple pour la Californie. 
En 2001, John Bortle crée son échelle pour aider les astronomes à juger la « noirceur » d'un site d'observation. Cette échelle est également utilisée pour produire certaines cartographies de la pollution lumineuse, ou de la qualité de l'environnement nocturne, notamment utiles pour préciser ou améliorer le réseau de corridors biologiques tel que proposées en France par la loi LOADDT, puis la trame verte et bleue promue par le Grenelle de l'environnement et par les lois dites Grenelle I et Grenelle II, dans le cadre notamment de la traduction locale de la stratégie paneuropéenne pour la protection de la diversité biologique et paysagère qui implique la mise en place d'un réseau écologique paneuropéen pour restaurer l'intégrité de l’environnement, y compris nocturne.
Cette échelle, précise, et assez simple pour être utilisée par un grand nombre d'observateurs, a très rapidement intéressé les écologues, de nombreuses parties prenantes de la biologie de la conservation, ainsi que certains spécialistes de la pollution de l'air (car les halos sont d'autant plus intenses que la turbidité de l'air (qui traduit visuellement le taux de particules en suspension) est élevée. 
Par exemple, dès les années 1990, le National Park Service (NPS) a soutenu et financé dans les années 2000 - au moyen d'un fonds destiné à la Conservation des ressources naturelles  et d'un fonds spécial destiné à la démonstration — une équipe de recherche dite Night Sky Team (équipe « Ciel noir »), basée au parc national des Pinnacles et parc national de Kings Canyon, soutenue par le département de la qualité de l'air du NPS. Cette équipe a contribué à la normalisation de méthodes de mesure et de surveillance du ciel nocturne, et à tester ces méthodes dans plusieurs parcs nationaux américains, en intégrant notamment l'échelle de Bortle. D'autres méthodes quantitatives et divers modèles informatiques sont en cours de perfectionnement en 2013 ou déjà au point (dont en France par Michel Bonavitacola). Ils doivent permettre une mesure plus précise et harmonisée de la qualité de l'environnement nocturne. En France les astronomes et les parcs naturels régionaux ont également des groupes de travail sur ces questions, et une ONGE accompagne ce travail (ANPCEN). La pollution lumineuse est un des items conservés par les lois Grenelle parmi les propositions du Grenelle de l'environnement de 2007, bien que renommée par le législateur en « nuisance lumineuse » (ce qui ne permet plus d'y appliquer l'écotaxe qui aurait éventuellement pu financer des actions de restauration de qualité du ciel noir).

## Description
L'échelle communément utilisée pour noter la qualité de ciel nocturne d'un site était la magnitude de l'étoile la plus faible visible à l'œil nu ou (MVLON ou Mvlon pour « Magnitude visuelle limite à l'œil nu »).
Cette mesure était assez subjective et relative, fluctuant selon l'observateur et du temps qu'il mettait à chercher l'étoile la plus faible. L'échelle de Bortle est moins précise qu'en utilisant des appareillages électroniques de mesure de la luminosité, mais elle est beaucoup plus universelle et facile à utiliser :
| Classe | Titre                       | Échelle colorée | Plus petite magnitude visible à l'œil nu | Plus petite magnitude visible avec un télescope de 32 cm de diamètre | Description |
| ------ | --------------------------- | --------------- | ---------------------------------------- | -------------------------------------------------------------------- | --- |
| 1      | Excellent ciel noir         | noir            | 7,6-8,0                                  | 19 au mieux                                                          | Ciel vierge de tout phénomène lumineux artificiel. La lumière zodiacale, le gegenschein, la bande zodiacale et toute la Voie lactée sont parfaitement discernables. Les étoiles les plus faibles observables à l'œil nu sont de magnitude 7,6 à 8,0. L'objet M33 est visible à l'œil nu ; et la région de la constellation du Scorpion et celle de la constellation du Sagittaire dans la Voie lactée sont visiblement brillantes (assez pour projeter une ombre au sol) ; la brillance du ciel étoilé est clairement visible ; la lumière de Jupiter et de Vénus affecte l'accommodation à l'obscurité, rendant leurs environs quasiment invisibles. On ne distingue pas au sol les obstacles alentour (sauf planète brillante ou Voie lactée au voisinage du zénith). |
| 2      | Ciel noir typique           | gris            | 7,1-7,5                                  | 17 au mieux                                                          | Ciel considéré comme vraiment noir. La Voie lactée est toujours très visible. Les étoiles les plus faibles visibles à l'œil nu ont une magnitude de 7,1 à 7,5. Un halo est faiblement visible près de l'horizon ; l'objet M33 est facilement visible à l'œil nu ; la Voie lactée en été est très structurée et la lumière zodiacale est encore assez forte pour projeter une ombre au crépuscule et l'aube ; les seuls nuages visibles font comme des trous noirs dans le ciel pour l'observateur ; les environs ne sont qu'à peine visibles « en silhouette contre le ciel », et de nombreux objets de Messier (amas globulaires) sont encore distincts à l'œil nu. On distingue à peine le matériel posé au sol.                                                      |
| 3      | Ciel « rural »              | bleu            | 6,6-7,0                                  | 16 au mieux                                                          | On distingue quelques signes évidents de pollution lumineuse (quelques zones éclairées à l'horizon). Les nuages sont légèrement visibles, surtout près de l'horizon, mais le zénith est noir et l'apparence complexe de la Voie lactée est encore perceptible. Les étoiles les plus faibles à l'œil nu font 6,6 à 7,0 de magnitude. Les objets M15, M4, M5, M22 peuvent encore être distingués à l'œil nu pour un œil fin et exercé ; la lumière zodiacale est visible au printemps et en automne, sa couleur est encore visible. Le matériel posé au sol est visible à quelques mètres de distance. |
| 4      | transition rural/périurbain | vert            | 6,1-6,5                                  | 15,5 au mieux                                                        | Dans ce ciel de transition entre zone rurale et périurbaine (ou de type banlieue), des halos lumineux bien éclairés formant des « Dômes de pollution lumineuse » sont visibles à l'horizon. La Voie lactée n'est bien discernable qu'en levant bien la tête, les détails en diminuent au fur et à mesure que le regard se porte vers l'horizon. Les nuages sont bien éclairés par le dessous dans les zones de halo ou illuminés du côté des sources lumineuses, mais encore peu visibles à l'aplomb du site. La magnitude limite à l'œil nu est de 6,1 à 6,5. M33 est à peine visible et seulement quand au-dessus de 55°. Le matériel au sol est visible sans difficulté, mais encore très sombre.                                                                    |
| 4      | transition rural/périurbain | jaune           | 6,1-6,5                                  | 15,5 au mieux                                                        | Dans ce ciel de transition entre zone rurale et périurbaine (ou de type banlieue), des halos lumineux bien éclairés formant des « Dômes de pollution lumineuse » sont visibles à l'horizon. La Voie lactée n'est bien discernable qu'en levant bien la tête, les détails en diminuent au fur et à mesure que le regard se porte vers l'horizon. Les nuages sont bien éclairés par le dessous dans les zones de halo ou illuminés du côté des sources lumineuses, mais encore peu visibles à l'aplomb du site. La magnitude limite à l'œil nu est de 6,1 à 6,5. M33 est à peine visible et seulement quand au-dessus de 55°. Le matériel au sol est visible sans difficulté, mais encore très sombre.                                                                    |
| 5      | Ciel de banlieue            | orange          | 5,6-6,0                                  | 15 au mieux                                                          | La Voie lactée est à peine discernable. Un halo lumineux entoure quasiment tout l'horizon. Les nuages sont bien visibles. Les étoiles les plus faibles font entre 5,6 et 6,0 de magnitude. Seules quelques traces de lumière zodiacale sont perceptibles par nuit claire en automne et au printemps. La Voie lactée est très affaiblie ou invisible près de l'horizon et elle parait terne; Des sources lumineuses sont visibles dans tout ou partie du paysage nocturne ; Les nuages sont notablement plus clairs et lumineux que le ciel. Le matériel au sol est parfaitement visible. |
| 6      | Ciel de banlieue éclairée   | rouge           | 5,1-5,5                                  | 14,5 au mieux                                                        | Ciel de banlieue lumineuse. La lumière zodiacale est invisible ; la Voie lactée est invisible sauf à l'aplomb du site, et encore. La magnitude limite à l'œil nu est de 5,5 environ. Au-delà de 35° au-dessus de horizon le ciel apparait lumineux et coloré et les nuages – où qu'ils soient – apparaissent éclairés à fortement éclairés (s'ils sont bas). L'objet M33 est impossible à voir sans au moins une paire de jumelles, la galaxie d'Andromède est à peine apparente à l'œil nu. Le matériel au sol est parfaitement visible. |
| 7      | Transition banlieue/ville   | rouge           | 4,6-5,0                                  | 14 au mieux                                                          | Le ciel montre une couleur légèrement bleutée teintée d'orange et de marron. La Voie lactée est complètement invisible. Les nuages sont très bien éclairés. La présence de sources lumineuses puissantes ou nombreuses est évidente dans les environs. La magnitude limite est de l'ordre de 5,0. Les objets M31 et M44 sont à peine entrevu par un observateur expérimenté les nuits les plus favorables, même avec le télescope, seuls les objets de Messier les plus brillants peuvent être détectés ; Les étoiles formant des dessins de constellations familiers peuvent n'apparaître qu'indistinctement, voire être invisibles. Les objets environnants sont distincts à plusieurs dizaines de mètres de distance.                                                |
| 8      | Ciel urbain                 | blanc           | 4,1-4,5                                  | 13,5 au mieux                                                        | Sous ce ciel de ville, on peut sans difficulté lire les titres d'un journal sans éclairage. La magnitude limite est de 4,5. Le ciel apparaît blanchâtre à orangé. |
| 9      | Ciel de centre-ville        | blanc           | 4,0 au mieux                             | 13 au mieux                                                          | À ce stade, on ne distingue quasiment plus d'étoile dans le ciel hormis la Lune et les planètes. La magnitude limite est inférieure à 4,0. |

L'astronome Bertrand Laville a également proposé une échelle de 1 (aucune trace de pollution lumineuse) à 5 (saturation en centre-ville) .

## Condition de mises en œuvre

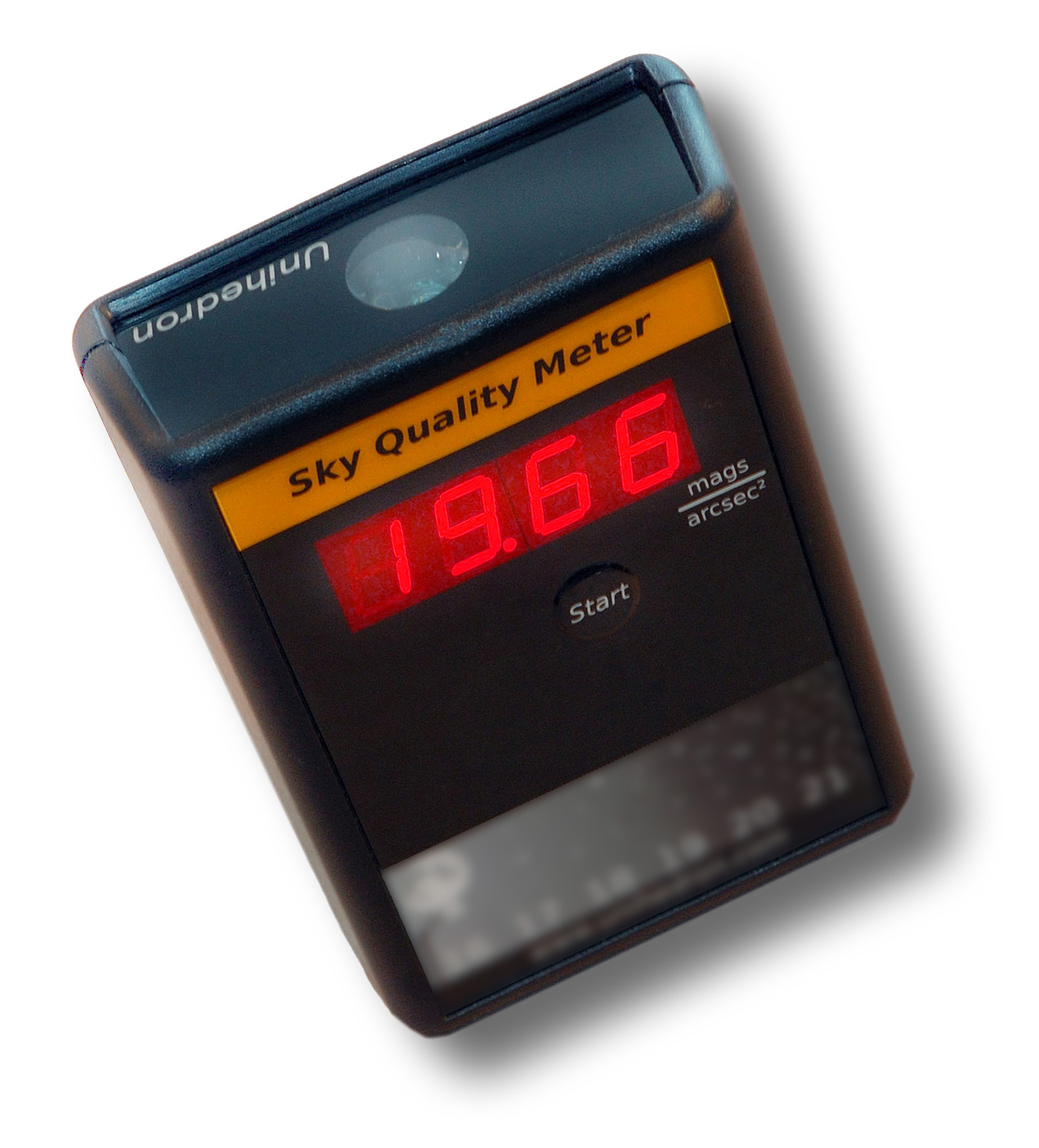
Sky Quality Meter SQM-L ; l'un des instruments permettant de caler des mesures de luminance du ciel nocturne

Une des conditions nécessaire pour appréhender finement la qualité du ciel nocturne, ou compter des étoiles est d'avoir l'œil accoutumé à l'obscurité ambiante. Il est conseillé durant les séances d'observation de ne pas utiliser de lampes de poche (on peut par exemple enregistrer ses observations au dictaphone et les réécrire plus tard), de ne pas regarder directement des sources telles que phares de voiture, luminaires, etc. ou fermer un œil. Pour une bonne vision nocturne, une accoutumance au noir d'une demi-heure est considérée comme un minimum . La précision de la vision nocturne varie selon les individus ,,, il est donc recommandé de faire ce type d'évaluation avec plusieurs observateurs.
L'apparition sur le marché de luxmètres portables, fiables et bon marché, adaptés aux besoins des astronomes et écologues permet à des astronomes, naturalistes, astrophotographes, professionnels ou amateurs, étudiants... de contribuer à cartographier la luminosité du ciel nocturne. Des logiciels peuvent extraire la valeur instantanée mesurée par ces appareils et la convertissent en magnitude limite visible à l'œil nu (NELM pour naked-eye limit magnitude) ou génèrent automatiquement des graphes. Ce type de matériel peut être couplé à une station météorologique.